# 希爾薇婭
《希爾薇婭》(Sylvia)是法國音樂家利奥·德里布的一部三幕芭蕾舞劇。
希爾薇婭(Sylvia)这书的最初灵感是由塔斯Tasse所写的阿密塔Aminta那本书来的。
牧羊人亚米塔爱上了希爾薇婭(一个蒂安女神的精灵),于是向爱神像求爱。在希爾薇婭出现之时，他躲了起来。精灵们发现他们之间这不容许的 (/致命的) 行为 (/爱恋)。希爾薇婭笼罩在愤怒的情绪下，向牧羊人射出一支箭，然后回头向把牧羊人心给燃烧起来的那个神(爱神)理论。亚米塔主动迎向那射出的箭! (这展现出亚米塔对希爾薇婭那伟大的爱 !) 爱神也射出一支箭来回敬希爾薇婭。那女精灵给那箭伤愣了一下, 但那黑猎人欧瑞翁很快就把她给接走并带她回到他藏匿的山谷里。亚米塔情不自禁的追踪希爾薇婭; 希爾薇婭把黑猎人给灌醉后, 在爱神的帮助下, 逃出了欧瑞翁的山谷。
拖这一颗无可救药疲惫的(伤)心,亚米塔沉浸在失去爱人的痛苦。他那沉重的脚步把他带到一个年轻海盗(爱神所乔装的) 为巴库所举办的舞会里。就在他看着一群俘虏跳舞时, 他惊奇的发现希爾薇婭就在他们之中。海盗向他保证如果他能将蒙面的希爾薇婭认出来, 他就把她送给亚米塔。亚米塔轻易地把席乐薇亚认了出来, 但是欧瑞翁也随之而来。蒂安女神也在此时出现, 并向黑猎人射出了一支箭。同时她更要惩罚席希爾薇婭上凡人的罪。爱神对蒂安说她更从来没对牧羊人们有好感, 然后蒂安原谅了希爾薇婭并把她许配给亚米塔。

## 劇情簡介

### 第一幕
月影婆娑，映照在愛神愛羅斯於樹林中的殿前，狩獵女神戴安娜靡下的仙女希爾薇婭正與同伴起舞歡慶獵穫豐盛。牧羊人阿敏達在林中窺見佳人，並勇敢向其表達愛意。曾向狩獵女神誓言棄絕愛情的希爾薇婭認為這是愛神的惡作劇，憤而拉弓射向愛神像。不料阿敏達為了保護愛神像而中箭倒下，愛神一怒之下，向她回敬一箭，直搗芳心，使她愛上了垂死的阿敏達。正當希爾薇婭為了阿敏達的死而哀慟時，一直傾慕她的獵魔奧立安趁機將希爾薇婭擄走。此時，愛神裝扮成巫師將把阿敏達救活，並引導他尋找愛人芳蹤。 

### 第二幕
獵魔將希爾薇婭帶返洞穴，並意圖用珠寶及華衣奪取芳心。可惜她早已情繫阿敏達，但為了逃走，於是用計灌醉獵魔，並以美妙的舞姿分散他的注意力。希爾薇婭隨之誠心祈求愛神相助，愛神出現把她救走，並帶她到戴安娜神殿與阿敏達重聚。

### 第三幕
當大家在戴安娜神殿的海旁歡慶酒神節之際，阿敏達在其中遍尋希爾薇婭芳蹤。乍見希爾薇婭與同伴乘愛神之小船徐徐而至，二人終於重逢。獵魔對希爾薇婭窮追不捨，她見狀即躲到神廟內，阿敏達與獵魔搏鬥。及後獵魔準備攻入神殿，戴安娜見狀將其殺死。可是戴安娜反對這對仙凡之戀，愛神不忍，喚起戴安娜與牧羊人恩迪來昂相戀的往事，觸動了戴安娜，終讓有情人終成眷屬。

## 外部連結
- 芭蕾舞劇《希爾薇婭》故事簡介